# Футбол на летних Олимпийских играх 1904
Соревнования по футболу на летних Олимпийских играх 1904 прошли с 16 по 23 ноября и закрыли Олимпиаду. Всего участвовали три команды (36 спортсменов) из двух стран. Турнир проходил по той же схеме что и на летних Олимпийских играх 1900 — команды проводили между собой по матчу и таким образом выявляли лидера.

## Медали

### Общий медальный зачёт
(Жирным выделено самое большое количество медалей в своей категории; принимающая страна также выделена)
| Общее количество медалей |        |        |         |        |       |
| Место                    | Страна | Золото | Серебро | Бронза | Всего |
| 1                        | Канада | 1      | 0       | 0      | 1     |
| 2                        | США    | 0      | 1       | 1      | 2     |

### Медалисты
| Дисциплина | Золото | Серебро | Бронза |
| Мужчины    | Канада Джон Гурли · Джордж Дакер · Роберт Лейн · Эрнст Линтон · Гордон Макдональд · Фредерик Стип · Томас Тейлор · Уильям Туайтс · Джон Фрейзер · Альберт Хендерсон · Александр Холл | США Чарльз Бартлифф · Уоррен Бриттингем · Оскар Брокмайер · Джон Дженьюари · Томас Дженьюари · Чарльз Дженьюари · Александр Кадмор · Джозеф Лайдон · Реймонд Лоулор · Луис Менгес · Питер Ретикен | США Джозеф Бреди · Клод Джеймсон · Генри Джеймсон · Джонсон · Эдвард Диркс · Мартин Дулинг · Кормик Косгров · Джордж Кук · Томас Кук · Лео О’Коннел · Гарри Тейт · Фрэнк Фрост |

## Соревнование
| Место | Команда | И | В | Н | П | О | ГЗ | ГП |
| ----- | ------- | - | - | - | - | - | -- | -- |
| 1     | Канада  | 2 | 2 | 0 | 0 | 6 | 11 | 0  |
| 2     | США 1   | 3 | 1 | 1 | 1 | 4 | 2  | 7  |
| 3     | США 2   | 3 | 0 | 1 | 2 | 1 | 0  | 6  |

| 16 ноября 1904                                                        | \| Канада \| 7:0 (4:0) \| США 1 \| \| Александр Холл (3х) Гордон Макдональд (2х) Фредерик Стип Томас Тейлор \| Голы \| \| | Стадион: Фрэнсис Филд, Сент-Луис Зрителей: ? Судья: Пол Мак-Суини |
| Канада                                                                | 7:0 (4:0) | США 1                                                             |
| Александр Холл (3х) Гордон Макдональд (2х) Фредерик Стип Томас Тейлор | Голы |                                                                   |

| 17 ноября 1904                                    | \| Канада \| 4:0 (4:0) \| США 2 \| \| Томас Тейлор (2х) Альберт Хендерсон Уильям Туайтс \| Голы \| \| | Стадион: Фрэнсис Филд, Сент-Луис Зрителей: ? Судья: Пол Мак-Суини |
| Канада                                            | 4:0 (4:0)                                                                                             | США 2                                                             |
| Томас Тейлор (2х) Альберт Хендерсон Уильям Туайтс | Голы                                                                                                  |                                                                   |

| 18 ноября 1904 | \| США 2 \| 0:0 (0:0) \| США 1 \| | Стадион: Фрэнсис Филд, Сент-Луис Зрителей: ? Судья: ? |
| США 2          | 0:0 (0:0)                         | США 1                                                 |

| 23 ноября 1904 | \| США 2 \| 0:2 (0:1) \| США 1 \| \| \| Голы \| авторы забитых мячей неизвестны \| | Стадион: Фрэнсис Филд, Сент-Луис Зрителей: ? Судья: ? |
| США 2          | 0:2 (0:1)                                                                          | США 1                                                 |
|                | Голы                                                                               | авторы забитых мячей неизвестны                       |